# The Final
The Final è un album raccolta del duo britannico Wham!, pubblicato nel 1986 e contenente 14 brani.
Questa seconda compilation sancisce quella che era l'oramai preannunciata rottura fra George Michael e Andrew Ridgeley, provocata anche dal forte desiderio di George di produrre un tipo di musica che si separasse dal pop del duo e destinata ad un pubblico più sofisticato.
L'album fu realizzato dal duo per salutare i circa 100.000 fans presenti al concerto allo Stadio di Wembley nel 1986.
Dopo 5 anni di successi e milioni di dischi venduti, il duo si sciolse definitivamente.
L'album non venne mai pubblicato negli USA. 

## Tracce
1. Wham Rap! (Enjoy What You Do) - 6:41
2. Young Guns (Go for It!) - 3:55
3. Bad Boys - 3:19
4. Club Tropicana - 4:18
5. Wake Me Up Before You Go-Go - 3:50
6. Careless Whisper - 6:30
7. Freedom - 5:01
8. Last Christmas
9. Everything She Wants - 5:01
10. I'm Your Man
11. Blue (Armed with Love) **
12. A Different Corner
13. Battlestations
14. Where Did Your Heart Go?
15. The Edge of Heaven

'**' Questa canzone è presente nel doppio disco in vinile ma è poi stata eliminata dal CD (si suppone per esigenze di spazio disponibile)

## Classifiche

### Classifiche settimanali
| Classifica (1986) | Posizione massima |
| ----------------- | ----------------- |
| Australia         | 5                 |
| Austria           | 3                 |
| Finlandia         | 11                |
| Francia           | 13                |
| Germania          | 2                 |
| Giappone          | 11                |
| Italia            | 2                 |
| Norvegia          | 7                 |
| Nuova Zelanda     | 1                 |
| Paesi Bassi       | 1                 |
| Regno Unito       | 2                 |
| Spagna            | 3                 |
| Svezia            | 16                |
| Svizzera          | 2                 |

### Classifiche di fine anno
| Classifica (1986) | Posizione |
| ----------------- | --------- |
| Australia         | 49        |
| Austria           | 21        |
| Francia           | 32        |
| Germania          | 28        |
| Italia            | 20        |
| Nuova Zelanda     | 5         |
| Paesi Bassi       | 3         |
| Regno Unito       | 13        |